# حسن باي أغاييف
حسن باي مشهدي حسين أغلو أغاييف (1875 م. مدينة يليزافيتبول ٬ مدينة كنجا حاليا – 19 يوليو 1920 م. مدينة تبليسي) – هو شخصية سياسية واجتماعية في أذربيجان٬ صحافي٬ طبيب٬ مدرس٬ نائب رئيس برلمان جمهورية أذربيجان الديموقراتية.

## حياته
حسن باي أغاييف ولد عام 1875 م. في مدينة كنجا. بعد تخرجه من المدرسة الكلاسيكية في كنجا التحق بكليية الطب بجامعة موسكو ودرس فيها على حساب حجي زينلابدين تاغييف وتخرج منها عام 1901 م. بعد رجوعه إلى الوطن بدأ يعمل طبيبا. في 1906-1907 م. أجبر على العيش في جنوب أذربيجان. في 1907 م. انتُخِبَ إلى منصب الرئاسة في اللجنة العامة للمؤتمر المدرسين المسلمين في قوقاز. وكان عضو منظمة «دفاعي».
بعد عدة أيام منذ سقوط الملكية تحت رعاية نسيب باي يوسفبايلي سويًا مع شفي باي روستامبايلي٬ خليل باي خاسممادوف والإخوة شيخزمانلي – الشخصيات الرئيسية في اللجنة الوطنية بكنجا الذين أسسوا الحزب «دفاعي» سابقا – وضعوا أساس الحزب الجديد بكيفيتها في تاريخ أذربيجان والمستند على القيم الثقافية الأوروبية المسمى ب«الفرقة عدم المركزية التركية» (1917 م). وبعد انضمام هذا الحزب بحزب «موصاوات» انتخب عضوا للجنة الرئيسية فيه.
في 28 من شهر ماي للعام 1918 في اجتماع المجلس الوطني الأذربيجاني في تبليسي عند اعلان استقلال أذربيجان حسن باي أغاييف تولى منصب رئاسة المجلس الوطني وأصبح نائب محمد أمين رسولزاده واشترك في هذا الحدث التاريخي مباشرة.
أول من وقع اعلان استقلال أذربيجان هو حسن باي أغاييف. 16 يونيو عام 1918 م. المجلس الوطني الأذربيجاني والحكومة انتقلا إلى مدينة كنجا.في 17 يونيو عام 1918 م. المجلس الوطني وقف عمله مؤقتا للظروف الناشئة وسلطة الدولة كلها انتقلت إلى الحكومة الجديدة. حسن باي أغاييف كان يعمل رئيس الأطباء في إدارة السكك الحديدية الأذربيجانية إلى يوم الافتتاح الرسمي لبرلمان أذربيجان في باكو في 7 دسمبر من عام 1918 م.
وقد انتخب حسن باي لمنصب نائب رئيس برلمان في دسمبر ولعدم وجود الرئيس عليمردان باي توبجوباشيف في باكو في ذلك الحين كان ينفذ واجبات الرئيس إلى 2 فبراير من عام 1920 م. بعد سقوط الجمهورية انتقل إلى تبليسي. في 20 يونيو عام 1920 قتل من قبل القاتل المستأجر الأرماني في تبليسي الذي كذلك قتل فاتالي خان خويسكي. وقد دفن في مقبرة المسلمين القديمة في تبليسي (أراضي حديقة النباتات حاليا).

## عمله كصحافي
حسن باي أغاييف كذلك كان يشتغل من قريب بالصحافة. كان ينشر الصحيفة «يوجني قاوقاز» (القاوقاز الجنوبي) في كنجا (1911-1912). وكذلك انتخب رئيس جمعية تنشر العلم والمعرفة بين المسلمين (1911). في 1914 م. أسس جمعية طبية مع خدات باي رفيبايلي (1878-1920) في كنجا.